# ウエストナイル熱
ウエストナイル熱（ウエストナイルねつ、West Nile fever、西ナイル熱とも）は、蚊によって伝播するウエストナイルウイルス（西ナイルウイルス）による感染症。感染症法では四類感染症に、家畜伝染病予防法において馬の流行性脳炎として法定伝染病にそれぞれ指定されている。
ウエストナイルウイルスは、1937年にウガンダの西ナイル地方で最初に分離された。日本脳炎ウイルス、デングウイルスと同じ、フラビウイルス科フラビウイルス属に属する。
このウイルスは1937年にウガンダで発見され、1999年に北米で最初に検出された。ウエストナイルウイルスはヨーロッパ、アフリカ、アジア、オーストラリア、北米で発生している。米国では、年間数千件の症例が報告されており、そのほとんどが8月と9月に発生している 。アウトブレイクとなる可能性を持っている。馬に感染した場合は重度な症状となる可能性があり、ワクチンが存在する。渡り鳥の監視システムは、人類にアウトブレイクする潜在的可能性を早期に発見するのに役立つ。

## 症状
感染者のうち80%は症状が現れない（有症状率は20%）。

### ウエストナイル熱
潜伏期間は通常2〜6日。発熱・頭痛・咽頭痛・背部痛・筋肉痛・関節痛が主な症状である。発疹（特に胸背部の丘疹が特徴的。痒みや疼痛を伴うこともある。）・リンパ節が腫れる・腹痛・嘔吐・結膜炎などの症状が出ることもある。

### ウエストナイル脳炎
感染者の0.6 - 0.7%（発症者の3〜3.5%）がウエストナイル脳炎を起こす。病変は中枢神経系であり、脳幹・脊髄も侵される。よって、激しい頭痛・高熱・嘔吐・精神錯乱・筋力低下・呼吸不全・昏睡、不全麻痺・弛緩性麻痺など多様な症状を呈し、死に至ることもある。また、網膜脈絡膜炎も併発する。

## 感染経路
ウエストナイルウイルスの増幅動物は鳥である。鳥からの吸血時にウイルスに感染したイエカやヤブカなどに刺されることで感染する。米国で感染が確認された鳥類は、220種類以上におよぶ。特にカラス、アオカケス、イエスズメ、クロワカモメ、メキシコマシコなどで高いウイルス血症を呈する。ヒト同士の直接感染は起こらないが、輸血と臓器移植は例外である。

## 検査
血清診断
抗体のペア血清を行う。ただし、他のフラビウイルスと交差反応を示すため注意が必要。日本脳炎ワクチンを最近、接種した患者も陽性になりうる。よって偽陽性が非常に多い。
病原体診断
脳脊髄液より採取。PCR法でウイルス遺伝子の検出が認められれば確定となる。ただし、感度が低い。

## 予防

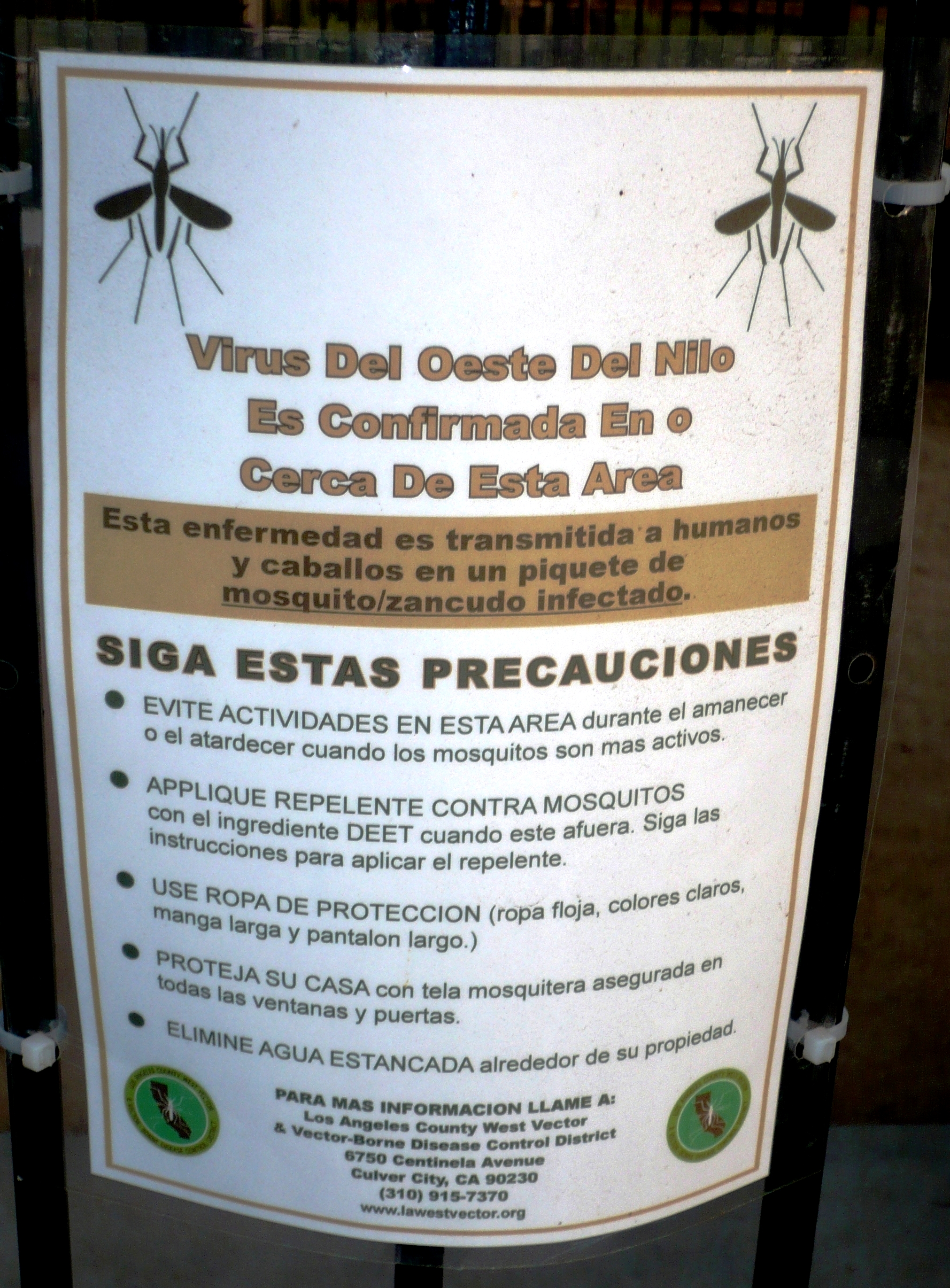
スペイン語で西ナイルウイルスへの警告を呼びかけるポスター（2008年、ロサンゼルス）

ヒト用のワクチンは実用化に至っていないため、ウエストナイルウイルスの感染地域への旅行の際には、事前の準備が必要となる。アメリカ疾病予防管理センター(CDC)によれば、ウエストナイルウイルスに感染し、重篤な症状に至るケースは特に50歳以上に多い。なお、馬用のワクチンは実用化されている。
- 感染地域の把握（特に夏場）
- 虫除けスプレー（ディートやイカリジン）の使用

### 蔓延防止対策
ウエストナイルウイルスを媒介する蚊は、都市に生息するカでも感染するため、日本にウイルスが拡散しても、殺虫剤「フェンチオン」の航空散布という手段を取ることは効果的でない。
- ウイルスを媒介する蚊の駆除が最優先される。
- アメリカ合衆国では、蚊の幼虫（ボウフラ）の繁殖を阻止するために、住宅地のプールの清掃や水抜きなどの管理、航空機によるフェンチオンの散布が行われている。しかし、住宅地以外の森林や湿地への対策は、面積が広すぎて不可能となっており、拡大を十分に食い止めることができていない状況にある。

## 治療
特異的な治療はないため、対症療法のみで治療する。

## 疫学

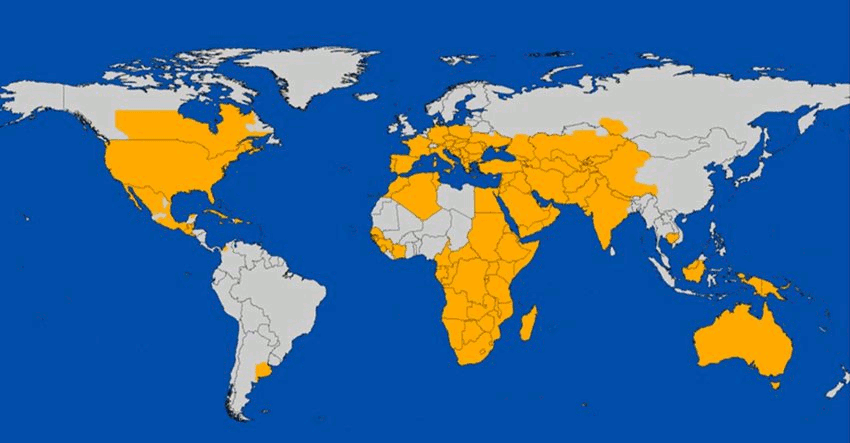
ウエストナイルウイルスの分布圏（2006年）

ウエストナイルウイルス自体は、最初に発見されたアフリカ以外に、オセアニア、北アメリカ、中東、中央アジア、ヨーロッパに広がっている。1990年代以降、感染者が報告されたのはアメリカ、アルジェリア、イスラエル、カナダ、コンゴ民主共和国、チェコ、ルーマニア、ロシアである。アメリカ合衆国本土全体でウイルスが見つかっており、2005年米国だけで発症者3000人、死者119人が報告されている。
アメリカ疾病予防管理センター(CDC)は当初、セントルイス脳炎だと誤った情報を発表したが、ブロンクス動物園の病理主任より真の原因は新しい病原菌によるものだから調べて欲しいという要請を断ってしまう。しかし、動物園側が国立獣医学研究所と陸軍感染症研究所に検査を依頼してウエストナイルウイルスが発見された。そのため、アメリカ疾病予防センターは非難の的になった。
アメリカでは臓器提供者から移植を受けた患者の事例や輸血による感染例の多発が2002年〜2003年にかけて問題になったことがある。

### 日本
日本では、2005年9月にアメリカ合衆国カリフォルニア州ロサンゼルスから帰国した30歳代の男性会社員が、川崎市立川崎病院で診察を受け、国立感染症研究所での血液検査をした結果、日本初のウエストナイル熱患者と診断された。

## 歴史
西ナイルウイルスは、その名のとおり西ナイル地方（ナイル川の西）で見つかった。19世紀末、イギリス領スーダン（英埃領スーダン）南部の白ナイル川西岸地域を西ナイル地方と呼んでいたが、この地方は一時期ベルギー領コンゴに属し、1912年にはイギリス領ウガンダに編入されて西ナイル州とされた。西ナイルウイルスは、1937年、黄熱の研究者がウガンダの西ナイル州の女性の熱病患者から単離したウイルスである。
従来、日本脳炎ウイルスグループにおいては、世界地図上でのみごとな地理的棲み分けがなされていた。狭義の日本脳炎ウイルスがインド以東の東アジア・東南アジア、マレーヴァレーウイルスが一部の東南アジア、クンジンウイルスがオーストラリア、セントルイス脳炎ウイルスがアメリカ大陸、そして西ナイルウイルスが発見地アフリカのほか、オセアニア、中東、中央アジア、西アジア、ヨーロッパの各地である。
このような地理的棲み分けに対し、異変が生じたのは、1999年8月23日のことであった。アメリカ合衆国ニューヨーク市クイーンズ区内の病院の内科医が2例の脳炎患者症例を報告し、その後、市保健局の調べによって他に6例の脳炎患者をクイーンズ区内で確認した。ヒトにおける脳炎の流行に相前後して、ニューヨークでは大量のカラスが死亡していた。9月7日から9日にかけてはブロンクス動物園（ニューヨーク市ブロンクス区）で2羽のフラミンゴと、ウとアジアキジそれぞれ1羽の死亡が確認された。
当初、ヒトや鳥類の死亡はセントルイス脳炎ウイルスによるものと診断された。しかし、その後、アメリカ疾病予防管理センター（CDC）の調べで、ヒト、トリ、蚊より分離されたウイルスは西ナイルウイルスであることが判明した。従来、西ナイルウイルスはアメリカ大陸にはまったく存在しないと思われていたので、この事実は米国全土に衝撃をあたえた。
以後、2010年現在までアメリカ全土で西ナイルウイルスが見つかっている。このウイルスを病原体とするウエストナイル熱・ウエストナイル脳炎の最多患者数を記録した2003年には、合衆国だけで患者9,862人、死亡264人が報告されており、この年はさらに隣接するカナダ、メキシコ両国への広がりも確認された。媒介する蚊は、トビイロイエカなどアカイエカの仲間を中心に13種（2009年にはさらに増加して60余種）、中間宿主である鳥類ではカラス、ブルージェイ、スズメ、タカ、ハトなど220種以上におよぶ種から西ナイルウイルスが分離された。
動物媒介性の感染症の新たな出現や伝播は、飛行機や船による人類や文物の大量移動を基礎として、たとえば近代化・工業化や地球温暖化などによって媒介動物である蚊の生息条件が変化して分布域が変動・拡散し、また、その宿主の生息域が変動するなどの事象によっており、「感染症の生態学」と呼ぶべきひとつの研究領域が成り立つような条件を生じさせているが、他方では、アレクサンドロスの死因のように、過去にさかのぼって史実の解釈さえ再検討の俎上に乗せる可能性を有している。

### アレクサンドロス大王
従来、紀元前323年6月10日にメソポタミアのバビロンで死去したマケドニア王国のアレクサンドロス3世（大王）は、その高熱という症状やインドからの帰還での死という地理的要素から、古来、死因はマラリアであると考えられてきた。しかし、2003年、アレクサンドロスの死は西ナイルウイルスによるウエストナイル脳炎ではなかったかという学説が登場した。その根拠は、古代のバビロンが現代の西ナイルウイルスの流行する分布域に属していることのほか、1世紀から2世紀にかけて活躍したギリシア人著述家プルタルコスの『対比列伝』（「プルターク英雄伝」） のなかの以下のような記述である。

アレクサンドロスがバビュローンに入ろうとしている時に、（中略） 城壁のところまで行くと、多くのカラスが喧嘩をして互いにつつきあい、その内幾羽かが大王の足元に落ちた。

公的な記録によれば、アレクサンドロス大王は高熱を発してずっと熱が下がらず、そのあいだ激しくのどが渇いて葡萄酒を飲み、うわごとがはじまって、発熱後10日目に亡くなったといわれる。これらの症状は、ウエストナイル熱やウエストナイル脳炎であったと主張する人がいる。